# قشلاخ برد (سقز)
قرية قشلاخ برد (بالكردية: قشڵاخ پرد) هي إحدى القرى التابعة لـذو الفقار في ريف قسم سرشيو من مقاطعة سقز، في محافظة كردستان الإيرانية.

## السكان
حسب إحصاءات سنة 2006، بلغ إجمالي السكان في قشلاخ برد 161 نسمة وعدد المساكن 40 مسكن. لغة سكان قشلاخ برد هي اللغة الكردية و هم من أهل السنة والجماعة والمذهب الشافعي.